# Alfredo Sadel
Manuel Alfredo Sánchez Luna (Caracas; 22 de febrero de 1930-Nueva York; 28 de junio de 1989), más conocido como Alfredo Sadel, fue un cantautor y actor venezolano, es considerado como el intérprete popular y lírico más importante en la historia musical venezolana, y apodado como El Tenor Favorito de Venezuela.

## Comienzos
Nació en Caracas, hijo de Manuel Sánchez Benítez y Luisa Amelia Luna, le bautizaron como Manuel Alfredo Sánchez Luna. Desde su niñez manifestó su vocación musical. En su período escolar, participó en el coro del colegio salesiano donde estudiaba.
Realizó sus estudios de educación primaria en el Colegio Domingo Savio de Los Teques. Dos sacerdotes contribuyeron a impartirle instrucción musical y arte escénico: el padre Calderón y el padre Sidi, quienes eran sacerdotes salesianos.

Su primera presentación fue en la catedral de Caracas, donde cantó el Ave María e impresionó satisfactoriamente al público. Diversos mecenas ayudaron a su formación que empezó en la Escuela Superior de Música de Caracas y continuó a lo largo de su vida en Ciudad de México, Nueva York, Buenos Aires, Barcelona, Salzburgo y Milán e incluían solfeo, piano y armonía.

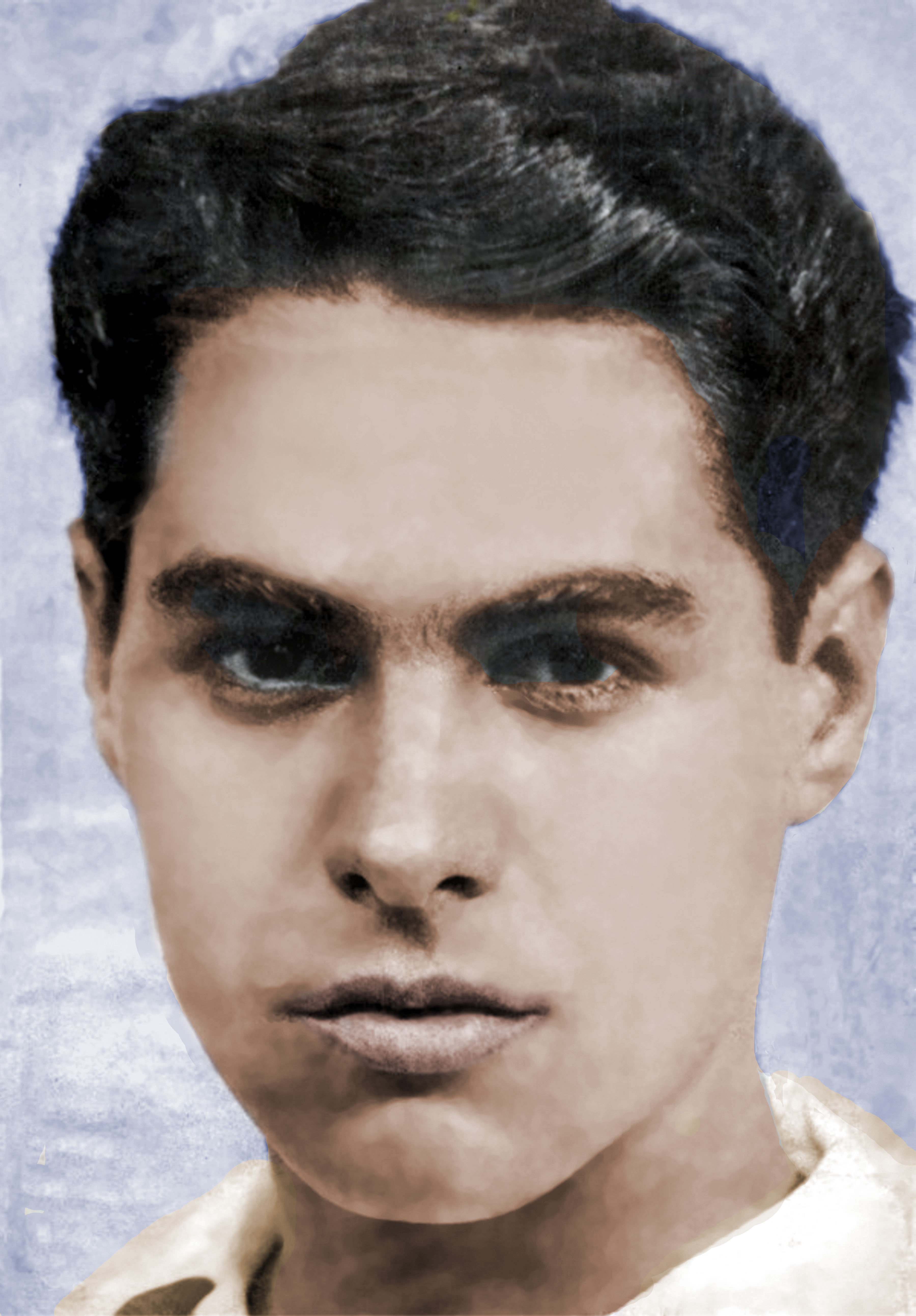

Otras habilidades suyas fueron el dibujo y la pintura, siendo sus caricaturas publicadas en dos medios impresos de la época, hoy desaparecidos como el diario La Esfera y la revista humorística Fantoches. Posteriormente, estas habilidades le servirían para trabajar como dibujante en una agencia publicitaria.   Así, pudo pagar 20 bs. por la grabación de su primer disco de 78 RPM, con los temas: el bolero "Desesperación" y el tango "Trenzas" en 1948, cuando tenía 18 años. Disco que nunca salió a la venta. Luego para 1949 triunfa con el pasodoble "El Diamante Negro", canción en homenaje al torero Luis Sánchez, así apodado.
En esa época participaba en el programa "Caravana Camel" de RadioDifusora Venezuela. El productor del programa, Sr. Olavarrieta, le sugiere que cambie su nombre artístico. Y así lo hizo: tomo la primera sílaba de su apellido "Sa" y le añadió la segunda de su ídolo Carlos Gardel. Es así como en agosto de 1947 nació su apodo artístico Alfredo Sadel, como se le conocería en lo sucesivo.
Es destacable que para 1946 el artista venezolano Mario Suárez lo apadrinó y recomendó a Ricardo Espina -director de Radio Caracas Radio-, posteriormente consiguió ser becado y siguió con sus estudios e ingresa como cantante aficionado al programa radial, ya mencionado, en la emisora caraqueña Radiodifusora Venezuela, y para el año, 1949, grabó su primer disco de fabricación nacional con la empresa discográfica local Discos Rex, Gracias al maestro José Reyna y Luis Perales que le dieron esa oportunidad. Estrenando el pasodoble "Diamante negro", con lo cual obtuvo su primer disco comercial y su primer éxito discográfico.   Este disco, grabado en un estudio improvisado en los altos del Teatro Municipal, contenía el pasodoble "Diamante Negro" y al respaldo una interpretación instrumental de "Negra Consentida". A pesar de los defectos técnicos de esta grabación, fue un éxito de ventas, ya que fueron vendidas veinte mil copias, lo que marcó el inicio de una ascendente trayectoria musical.
En 1949, también, hizo su debut en Radio Tropical en el programa "Cada minuto una estrella", Actuó en diferentes Estados por todo el país con destacadas actuaciones, ese año actuó en la película "Misión atómica" de producción nacional.
1949 año de grandes éxitos musicales. Grabó con discos Rex la canción "Desesperanza", "Caribe", y otras populares como "Lloraste ayer", "Son dos palabras" y "Sufre mujer" que rompieron récord de ventas, contribuyendo así con el inicio y consolidación de la industria disquera de Venezuela.
A partir de allí, Alfredo Sadel siguió con sus éxitos artísticos. Como cantante, compositor e intérprete de muchos géneros musicales, dando muestras de su voluntad recibiendo aplausos y elogios a la actuación de un artista que se mostraba tesonero y disciplinado, como fue toda su vida.  
Nació así el título que le acompañaría toda su vida: El Tenor Favorito de Venezuela.

## Internacionalización y cine
En 1950 inicia carrera en el cine al participar en la cinta “A La Habana me voy”, con los cubanos Blanquita Amaro, Otto Sirgo y el argentino Tito Lusiardo. En 1951, protagoniza Flor del campo, producción con música y argumento venezolanos, junto a Rafael Lanzetta y Elena Fernán.
En 1952, viaja a los Estados Unidos junto a su mánager Rudolf Wellisch quien más allá del compromiso comercial se empeñó en hacer de Sadel una gran estrella internacional. En New York y Los Ángeles se presentó en los círcuitos artísticos norteamericanos, incluyendo Hollywood. La RCA Víctor le extendió un contrato de exclusividad al joven tenor venezolano. De allí viajaron a Ciudad de México a realizar las primeras grabaciones en discos de 78 rpm, los cuales fueron promovidas en Estados Unidos y América Latina, a través de La Voz de América y  distribuidos en Venezuela por el Almacén Americano. En Nueva York actúa en el teatro Chateau Madrid acompañado por la orquesta de Aldemaro Romero. Debuta en el teatro Jefferson de Nueva York donde adquiere gran popularidad. Se convierte en el primer artista venezolano en actuar en la televisión estadounidense al ser presentado en el Show de Ed Sullivan de la CBS-TV , y en otros programas exitosos como "Chance of a Lifetime" o "The Voice of Firestone", siendo considerado por la prensa como “El artista latino más popular de la televisión norteamericana”. 
En 1955 debutó en La Habana, Cuba obteniendo gran éxito de modo tal que se le ofrece la posibilidad de conducir su propio programa musical, el cual años más tarde se adueña totalmente de la sintonía. Ese año graba un LP titulado "Mi canción", con el sello RCA Víctor, que buscó para la ocasión el hacerlo acompañar con una orquesta dirigida por el músico y arreglista argentino Terig Tucci. Sadel compartió su carrera como cantante con la actividad sindical artística, promoviendo en 1957 la fundación de la Asociación Venezolana de Artistas de la Escena.
En 1958, vuelve a los Estados Unidos contratado por la empresa cinematográfica Metro-Goldwyn-Mayer, la cual pensaba incluirlo en algunas de sus cintas aprovechando sus dotes artísticas. Sin embargo, permaneció un año recibiendo sueldo y al no serle asignado ningún papel, va a México donde sus discos lo habían hecho conocido. Allí participa en el cine en las películas “El Ratón”, al lado de Raúl ‘Ratón’ Macías y “Tu y la mentira”, con Miguel Aceves Mejía y Evangelina Elizondo. Posteriormente, renuncia a su contrato con Metro-Goldwyn-Mayer.
Regresó a México, en 1960, y participa en la película “Tres balas perdidas” junto a Javier Solís, Rosita Quintana, María Victoria y Julio Aldama. Actúa de nuevo con Miguel Aceves Mejía en “El buena suerte”, además de Sara García y de nuevo con Javier Solís y Julio Aldama, en la película “En cada feria un amor”.
Su carrera en el cine termina con “Martín Santos, el llanero”, de coproducción méxico-venezolana con música de Juan Vicente Torrealba y José E. Sarabia, de nuevo con Miguel Aceves Mejía. En ella Sadel interpreta el vals "Di", tema expresivo en que hace gala de su voz. En el elenco aparecen la actriz mexicana Lorena Velásquez y la venezolana Adilia Castillo.
En 1970 es ganador del primer premio del II Festival de la Voz de Oro de Venezuela, evento realizado en Barquisimeto, estado Lara, entre el 9 y 10 de enero de 1970.

## El canto lírico
En 1961 se presenta Sadel en el canto lírico con la zarzuela "Los gavilanes", en el Teatro Nacional de Caracas; ese mismo año se va estudiar a Milán con el fin de perfeccionar su calidad vocal. En este nuevo período de su vida artística participó en el Carnegie Hall de Nueva York en el estreno de la zarzuela cubana, basada de la novela con el mismo nombre, Cecilia Valdez; luego emprendió giras para presentar Rigoleto, El barbero de Sevilla, Carmen, Tosca, La bohème, La Traviata, El Holandés Errante, Don Pascuale, L'amico Fritz, Don Carlo y otras, por toda América, luego por Alemania, Belgrado, Hungría, Suiza, España y la Unión Soviética (1967 y 1968), fue el primer cantante lírico venezolano en llegar a Siberia y a otras catorce naciones. En Lima, Sadel y Pepita Embil protagonizaron lo que los peruanos calificaron como las temporadas de zarzuelas más exitosas que se hayan realizado en el país. 
En 1977, en un intento por institucionalizar la ópera en Venezuela, organiza una gran temporada en la Universidad Central de Venezuela, que se extiende a otras ciudades del país; participando también en temporadas de zarzuela en el teatro Nacional. El pueblo sin embargo nunca lo olvidó y sus versiones del género popular como, "Humanidad", "Vereda tropical", "Incertidumbre", "Dominó", "Desvelo de
amor", "Congoja", "Granada", "Aquellos ojos verdes", y sus versiones de "Ansiedad" y "Madrigal", siguen escuchándose en toda América.

## Últimos años

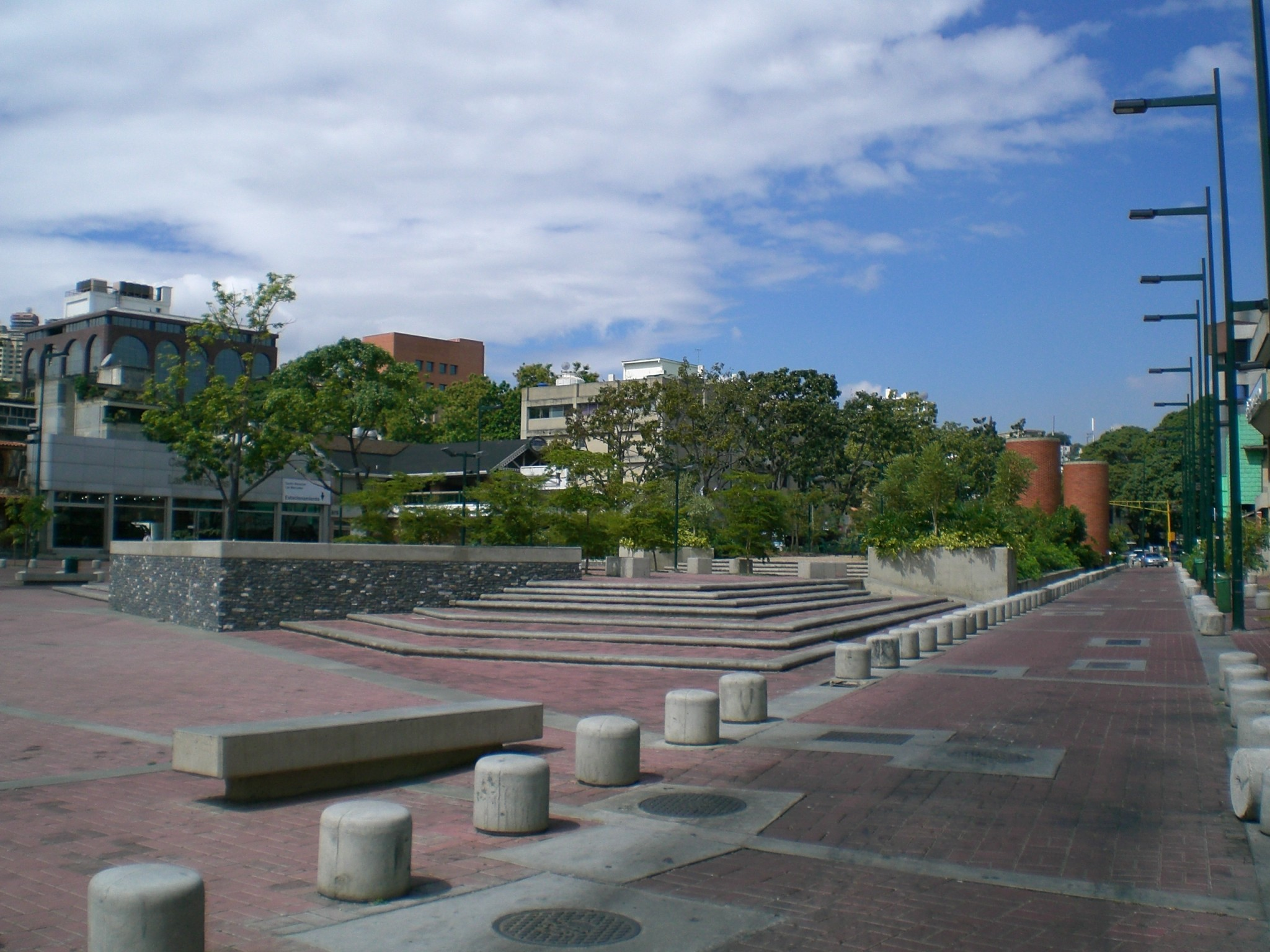
Plaza Alfredo Sadel, Caracas

En 1978, volvió a Cuba recibiendo apoyo que lo animaron a grabar de nuevo música popular, entre ella un LP con música de Los Panchos y otro en que rendía tributo a Carlos Gardel.
Se radicó en Nueva York desde 1985 y viajó bastante desde entonces a Caracas y Colombia, especialmente a Medellín, donde decía sentir con agrado el gran cariño tributado por su gente. Cuando más feliz estaba por la posibilidad de presentarse con la Metropolitan Opera de Nueva York, su salud empezó a deteriorarse. Se encontraba realizando presentaciones en Cali, Colombia, cuando debió viajar de urgencia a Caracas el 31 de diciembre de 1988. En 1988 y 1989 se presenta en el Teatro Teresa Carreño con la Orquesta Sinfónica Venezuela en conciertos que marcaron su despedida. 
Hizo dúos estupendos, entre ellos con la soprano Alba Marina y otro con Beny Moré que ocupa preferencias entre los coleccionistas, el bolero "Alma libre".
Destacó como compositor, debiéndose a su inspiración innumerables piezas como "Yo no te engañé", "Son dos palabras", "Otra rosa", "El hombre de hierro", "Golondrinas del tiempo", "Quiero a Maracaibo", "Razonando", y decenas más.
En total Sadel grabó más de 2000 canciones recogidas en cerca de 200 discos de 78 RPM y unos 130 larga duración editados en diversos países; la Fundación que lleva su nombre los está recopilando en discos con tecnología digital, en una serie denominada "Documentos Alfredo Sadel", de modo que su voz y su memoria estén siempre presentes en el acervo cultural venezolano. Sadel obtuvo grandes logros en su carrera de cantante lírico a nivel mundial, más, obstante los éxitos en el ambiente lírico, siguió interpretando música popular.

## Homenajes
El Teatro de la Opera de Maracay engalana su plaza contigua con un monumento a su memoria. 
La Universidad Centroccidental Lisandro Alvarado de Barquisimeto, colocó uno de sus bustos en la galería-jardín dedicada a los grandes músicos de Estado Lara, de Venezuela y el mundo, junto a los de maestros como Giussepe Verdi o Vicente Emilio Sojo. 
El Teatro Municipal de Valencia posee su busto en el pasillo principal que rinde honores a las grandes figuras del canto. 
El Teatro Municipal de Caracas, en su lobby, debajo de la escalera oeste. 
El Teatro Municipal de Cantaura, uno de los más recientes y modernos del país, se llama precisamente "Alfredo Sadel". 
La Plaza Alfredo Sadel en la urbanización Las Mercedes de Caracas,  se ha convertido en un símbolo de la vida social y nocturna de la Capital de Venezuela.
El  28 de junio de 2025, el Teatro Baralt de Maracaibo devela una placa dedicada a Alfredo Sadel en el Paseo de las Estrellas, en la fachada del teatro.

## Discografía
- Sadel a media voz,  LP SONUS LPS-1014
- Sadel canta a Agustín Lara, LP VENEVOX BL-18
- Alfredo Sadel - Tangos; Recordando a Gardel
- Caminos de mi tierra, LP SONOVEN LPSV-1131
- Homenaje a Los Panchos
- Bolero Lírico - International Music
- Mi Mariposa - International Music
- Una noche más - Vediscos
- En Feria, CD DISCOMODA 601472-D
- En feria, LP SONOVIP 033
- Joyas musicales Vol.I, CD VELVET 5093-2
- Joyas musicales Vol. II, CD VELVET 5094-2
- Lo Mejor de Lo Mejor - RCA International
- Colección Original - RCA International
- 16 Éxitos, CD MEDITERRANEO MCD 1007
- 15 Grandes Éxitos - RCA International
- Boleros del Recuerdo - Polygram
- En México, CD LEON 4084-5
- El Mejor, CD - LEON 1123
- Mi Canción, CD RCA VICTOR 9926-2 RL
- Nocturnal, LP SONUS LPS-1021
- Canta Arpa, LP VENEVOX BL-10
- Canta Arpa, CD GILMAR 5
- Años dorados, LP ZELEKTO ZLD-0917
- Años dorados, CD ANES RECORDS97045
- Domino, LP RCA VICTOR LPVC-119
- Tangos. LP AS INTERNATIONAL 0630
- Cita con Sadel en Buenos Aires, LP VELVET LPV-1144
- 12 Éxitos, LP VENEVOX BL-14
- En vivo y directo, LP VELVET LPV-10-2163
- Alma llanera, LP AS INTERNATIONAL LP-0736
- Alma llanera, CD ANES RECORDS 96033
- Lo mejor de los mejores, LEON 10-046
- Boleros del recuerdo, LP PALACIO LPS-66.446
- Canciones de René Rojas, LP SONUS S-33-1004
- Sadel en el tiempo - Vol.I , CD - Españolerias, SONORODVEN 99.14.44
- Sadel en el tiempo - Vol. II, CD - Éxitos Internacionales, SONORODVEN 99.14.44
- Sadel en el tiempo - Vol. III, CD - Boleros, SONORODVEN 99.14.44
- Sadel en el tiempo - Vol. IV, CD - Éxitos Internacionales, SONORODVEN 19.14.44
- Sadel en el tiempo - Vol. V, CD - Éxitos Internacuionales, SONORODVEN 19.14.44
- De toda Venezuela, CD LEON 1138
- Boleros famosos, CD TOP HITS CANADA 1A-501-OO540A
- Sadel inmortal, CD RODVEN 83084
- Canta a Los Panchos, CD SURAMERICANA DEL DISCO 594
- Canta a Los Panchos. LP AS INTERNATIONAL LP.0594
- Con La Rondalla Venezolana, CD PALACIO 14796
- Álbum de Oro, CD VICTORIA 1011
- Grandes Éxitos, CD VICTORIA 1195
- Fiesta Latinoamericana, CD RCA VICTOR/BMG MUSIC 74321-17803
- Fiesta Latinoamericana. LP RCA VICTOR LPM-1388
- Incomparable, CD SEECO SCCD-934
- Éxitos del Tenor Favorito de Venezuela, CD DISCOMODA 601509
- El inolvidable, CD VICTORIA 1033
- Clásicas de amor, CD SURAMERICANA DEL DISCO 784
- Clásicas de amor, LP AS INTERNATIONAL 0784
- Mis mejores canmciones, CD FUENTES COLOMBIA D-16281
- Cantando voy, CD SONOGRAMA S-15.290
- Cantando voy, LP RCA VICTOR LPV-7790
- El tango es así, CD SURAMERICANA DEL DISCO 630
- El disco de oro, CD GILMAR CDG-55
- 4 Grandes boleristas, CD LECE RECORDS USA 9192
- Muñeco de la ciudad, CD ANES (LICENCIA DE SURAMERICANA DEL DISCO) 99121
- Invita a Guarapo y otros éxitos, LP RCA VICTOR LPVC-173
- Guitarra y voz, LP CONGRESO DE VENEZUELA S/N
- Época de oro, LP ABS RECORDS LP-508
- Sadel 25 años, LP DISCOMODA DCM-874
- Sadel en Zarzuela, LP LUNAVOX L.P.L.001
- Tenor, LP OVACION LPO-3001
- Merengues, LP AS INTERNATIONAL L.P.0648
- Mejicanas, LP AS INTERNATIONAL L.P.0704
- Lo mejor de, LP CIMA LP-302
- El hombre de hierro, LP TOP HITS 102-07438
- Pasodobles, LP YARE 0599
- Ahora, LP YARE LPY- 0323
- Te miré, LP SONUS LPS-1041
- Con ardor, LP SEECO SCLP 9242
- Fuego en el alma, LP PALACIO LP-6159
- Le canta a Caracas, LP VELVET-RODVEN 10-2210
- Canciones de Johnny Quiroz, LP TUCAN RECORDS LP-1012
- Sadel El Grande, LP RCA VICTOR LPV-7681
- Sadel en Cuba, LP BASF MC 50.714
- Sadel en la Opera, LP VENEVOX BL-11